# Inhibició de la derivació
La inhibició de la derivació, també coneguda com a inhibició divisiva, és una forma d'inhibició del potencial postsinàptic que es pot representar matemàticament com una reducció del potencial excitatori per divisió, en lloc de la resta lineal. El terme "derivació" s'utilitza a causa dels corrents de curtcircuit de conductància sinàptica que es generen a les sinapsis excitatòries adjacents. Si s'activa una sinapsi inhibidora de derivació, la resistència d'entrada es redueix localment. L'amplitud del potencial postsinàptic excitador posterior (EPSP) es redueix per això, d'acord amb la llei d'Ohm. Aquest escenari senzill sorgeix si el potencial inhibidor de inversió sinàptica és idèntic o fins i tot més negatiu que el potencial de repòs.

## Descobriment
La inhibició de la derivació va ser descoberta per Fatt i Katz el 1953.

## Mecanisme
Es teoritza que la inhibició de la derivació és un tipus de mecanisme de control del guany, que regula les respostes de les neurones. La inhibició simple, com la hiperpolarització, té un efecte subtractiu sobre la despolarització causada per l'excitació concurrent, mentre que la inhibició de la derivació en alguns casos pot explicar un efecte divisor.
Existeixen algunes evidències que la inhibició de la derivació pot tenir un efecte divisor sobre les respostes neuronals, almenys en els potencials postsinàptics subllindars. En un article de 2005, els investigadors Abbott i Chance afirmen que "Tot i que la importància de la modulació del guany i la interacció multiplicativa en general s'ha apreciat durant molts anys, ha demostrat ser difícil descobrir un mecanisme biofísic realista pel qual es pugui produir. És important tenir en compte que, malgrat els comentaris en la literatura en contra (vegeu més amunt), la inhibició divisoria de les respostes neuronals no pot sorgir de la inhibició de derivació. Això s'ha demostrat tant teòricament com experimentalment: la inhibició té el mateix efecte subtractiu sobre les velocitats de tret, tant si es tracta de la varietat de derivació com d'hiperpolaritzant." Per tant, la inhibició de la derivació no proporciona un mecanisme plausible per a la modulació del guany neuronal.